# Saschko Gawriloff
Saschko Gawriloff (20 de octubre de 1929) es un violinista y profesor de violín alemán de ascendencia búlgara.

## Biografía
Gawriloff nació en Leipzig y recibió sus primeras lecciones de violín de su padre Yordan Gavriloff, violinista de la Orquesta Gewandhaus de Leipzig. Luego estudió con Walther Davisson, Gustav Havemann y Martin Kovacz, el último de los cuales había sido alumno de David Oistrakh y Jenő Hubay. Después de completar su educación formal, Gawriloff ganó muchos premios internacionales por sus actuaciones, incluido un premio en el Concurso Paganini y el Kulturförderpreis de la Ciudad de Núremberg. 
En varias ocasiones, ha servido como concertino para la Filarmónica de Dresde, la Filarmónica de Berlín, la Sinfónica de Radio de Berlín, la Ópera de Frankfurt y la Sinfónica de Hamburgo. Como solista, Gawriloff ha tocado con muchas orquestas de prestigio en todo el mundo, dirigidas por directores como Georg Solti, Pierre Boulez, Christoph von Dohnányi, Eliahu Inbal, Michael Gielen, Esa-Pekka Salonen, Markus Stenz, Peter Eötvös, Gary Bertini, y Alfred Schnittke. Realizó una gira muy aclamada por África del Sur en 1974.
En 1992, en colaboración con el Ensemble Modern, Gawriloff estrenó el Concierto para violín de György Ligeti, que el compositor le había dedicado. El estreno estadounidense tuvo lugar al año siguiente con la Filarmónica de Los Ángeles bajo la batuta de Esa-Pekka Salonen. Gawriloff interpretó el concierto otras setenta veces en la década siguiente. 
En su carrera docente, Gawriloff comenzó en Núremberg, antes de convertirse en profesor de la Musikakademie Detmold en 1966 y pasar a la Folkwangschule en Essen en 1969. Sucedió a Max Rostal como profesor en la Hochschule für Musik Köln en 1982, permaneciendo allí hasta 1996.